# Prionospio ockelmanni
Prionospio ockelmanni är en ringmaskart som beskrevs av Pleijel 1985. Prionospio ockelmanni ingår i släktet Prionospio och familjen Spionidae. Inga underarter finns listade i Catalogue of Life.